# Gulnäbbad jakamar
Gulnäbbad jakamar (Galbula albirostris) är en fågel i familjen jakamarer inom ordningen jakamar- och trögfåglar.

## Utseende och läte
Gulnäbbad jakamar är en liten karismatisk fågel med tydligt gul näbb. Fjäderdräkten är bronsgrön ovan, kastanjebrun under med vit haka. Vanligaste lätet är en kort accerelererande drill som faller av mot slutet, likt grönstjärtad jakamar men kortare och strävare.

## Utbredning och systematik
Gulnäbbad jakamar delas in i två underarter:
- G. a. albirostris - förekommer från östra Colombia till Venezuela, Guyana och norra Brasilien
- G. a. chalcocephala - förekommer från sydöstra Colombia till Ecuador, nordöstra Peru och västra Brasilien (övre Rio Negro)

## Levnadssätt
Gulnäbbad jakamar bebor låglänta regnskogar. Där ses den vanligen där gläntor skapats av nedfallna träd. Par eller smågrupper sitt på klängväxter på medelhög höjd, varifrån de gör utfall mot flygande insekter. Jämfört med andra små jakamarer ses gulnäbbad jakamar oftast inne i skog.

## Status
IUCN bedömer hotstatus för underarterna var för sig, båda som livskraftiga.